# Canadá en los Juegos Paralímpicos de Heidelberg 1972
Canadá estuvo representado en los Juegos Paralímpicos de Heidelberg 1972 por un total de 40 deportistas, 27 hombres y 13 mujeres.

## Medallistas
El equipo paralímpico canadiense obtuvo las siguientes medallas:
| Nombre                                         | Deporte       | Evento                            |
| ---------------------------------------------- | ------------- | --------------------------------- |
| Oro                                            |               |                                   |
| Eugene Reimer                                  | Atletismo     | Disco 4 masculino                 |
| Eugene Reimer                                  | Atletismo     | Pentatlón 4 masculino             |
| B. Simpson                                     | Atletismo     | 100 m 5 masculino                 |
| D. Bovee                                       | Atletismo     | Eslalon 1A masculino              |
| Wasnock                                        | Natación      | 75 m estilos 2 masculino          |
| Plata                                          |               |                                   |
| Binns                                          | Atletismo     | 60 m silla de ruedas 3 femenino   |
| Binns                                          | Atletismo     | Eslalon 3 femenino                |
| J. Murland                                     | Atletismo     | Jabalina 1A femenino              |
| W. Dann                                        | Atletismo     | 60 m silla de ruedas 1A masculino |
| R. Muise                                       | Atletismo     | Peso 1B masculino                 |
| Eugene Reimer D. Bovee F. Henderson B. Simpson | Atletismo     | 4 × 60 m clase abierta masculino  |
| Bronce                                         |               |                                   |
| S. Long                                        | Atletismo     | Eslalon 1B femenino               |
| J. Murland                                     | Atletismo     | Peso 1A femenino                  |
| Binns                                          | Atletismo     | Pentatlón 3 femenino              |
| D. Bovee                                       | Atletismo     | Peso 1A masculino                 |
| Demerakas                                      | Natación      | 25 m espalda 1A femenino          |
| Demerakas                                      | Tenis de mesa | Individual 1A femenino            |
| Demerakas S. Long                              | Tenis de mesa | Dobles 1A-1B femenino             |
| Equipo                                         | Tenis de mesa | Equipo 3 femenino                 |